# Impianto pterigoideo
Gli impianti pterigoidei sono impianti che vengono utilizzati per la riabilitazione di mascellari affetti da gravi forme di atrofia. Vengono, infatti, inseriti nella regione della tuberosità mascellare dietro i molari superiori raggiungendo le lamine ossee dello sfenoide, molto resistenti e che danno stabilità all’impianto.

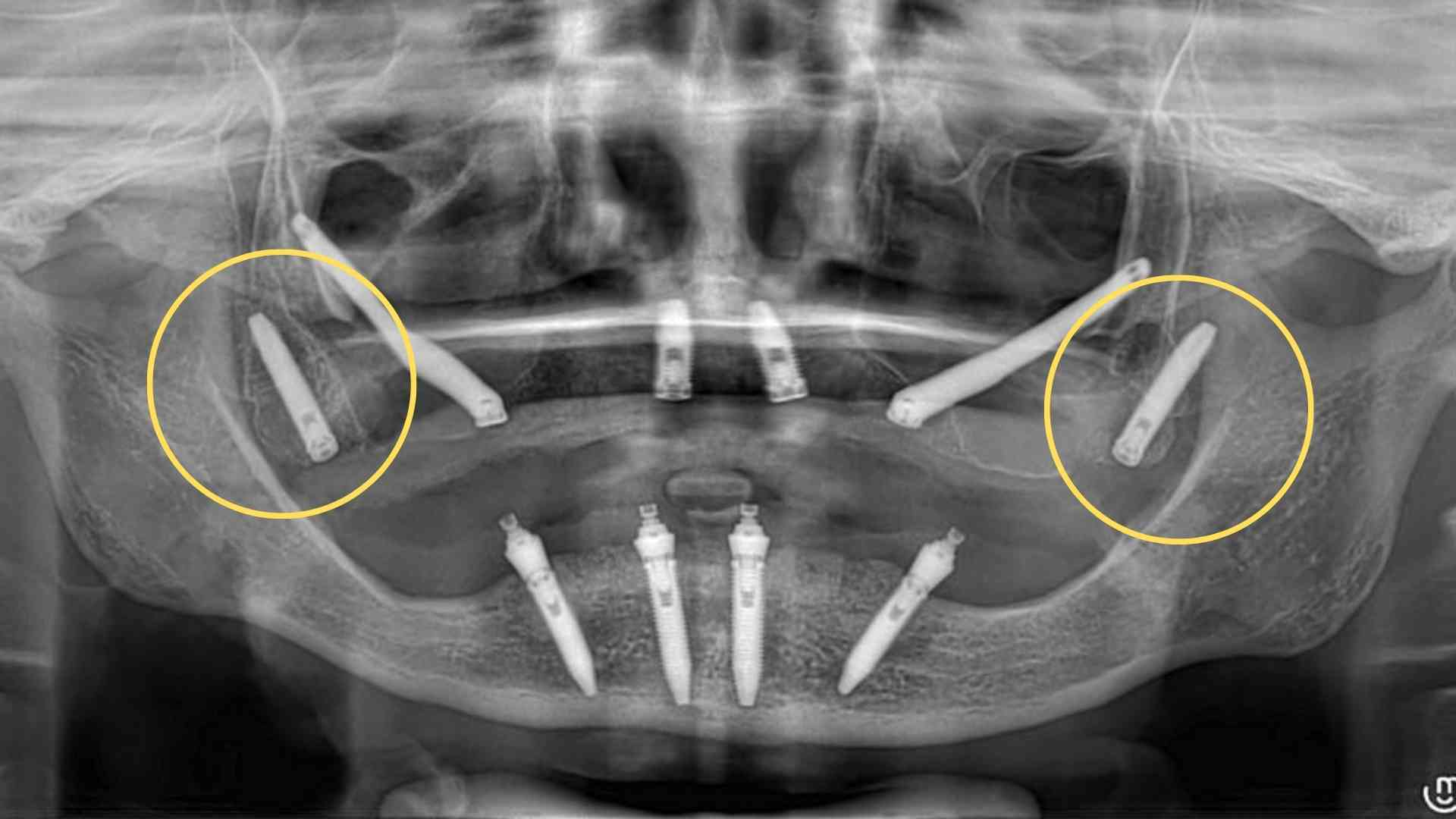
Panoramica post operatoria di riabilitazione di mascellare gravemente atrofico mediante impianti zigomatici e impianti pterogoidei eseguita dal chirurgo implantologo Dr. Cesare Paoleschi.

Gli impianti pterigoidei, spesso utilizzati anche insieme agli impianti zigomatici, offrono una buona stabilità protesica, si evitano gli innesti ossei e si riducono i tempi di trattamento e rischi di insuccesso.